# Automatic (canción de Miranda Lambert)
«Automatic» —en español: «Automático»— es una canción coescrita y grabada por la cantante de música country estadounidense Miranda Lambert. Fue lanzado en febrero de 2014 y servirá como el primer sencillo de su quinto álbum de estudio, Platinum. Lambert coescribió la canción con Nicolle Galyon y Natalie Hemby.

## Contenido
«Automatic» es una canción de country a medio tiempo que se construye en torno a la letra de la nostalgia y el recuerdo de los días «de vuelta antes de que todo se convirtió en automático». Escrita por Lambert junto con Nicolle Galyon y Natalie Hemby, las letras hacen referencia a cosas tales como relojes de bolsillo, teléfonos públicos, casetes, y el envío de cartas en el correo como ejemplo de las cosas cotidianas que ya han sido eliminadas por la tecnología más reciente.
Lambert dijo que la canción es «acerca de la desaceleración, tomando un respiro y recordar lo que se siente al vivir la vida un poco más sencilla. No es acerca de regresar, pero recordando lo que era como para colgar la ropa en la línea y espere a que se secar y mi padre enseñándome a conducir mi Chevy '55 que todavía tengo, pero no conduzco suficiente. la canción trae buenos recuerdos y me recuerda que tomar una respiración profunda y recordar que llegar allí es la mitad de la diversión».
La cantante de country canadiense Carolyn Dawn Johnson ofrece armonías vocales en la canción.

## Video musical
El video musical fue dirigido por Trey Fanjoy y se estrenó el 24 de marzo de 2014. En él, Lambert se muestra pasando a través de un tronco en su ático lleno de recuerdos, sacando cosas tales como viejas cartas y fotografías, joyas y un reproductor de casetes. Mientras tanto, Lambert se ve interpretando la canción con su guitarra acústica en un porche y conducir por el campo en su '55 Chevy, teniendo en el paisaje rural.
«Automatic» ganó Mejor Video Femenino del Año en CMT Music Awards de 2014, dando Lambert su quinta victoria consecutiva en la categoría.

## Rendimiento en las listas
«Automatic» debutó en el número 26 en Estados Unidos Billboard Country Airplay para el chart del 22 de febrero de 2014, por lo que es de Lambert-alto debutando solo. La canción ha vendido 129.000 copias en Estados Unidos a partir de marzo de 2014.
| Listas (2014)                              | Mejor posición |
| ------------------------------------------ | -------------- |
| Canadá (Canadian Hot 100)                  | 61             |
| Canada Country (Billboard)                 | 19             |
| Estados Unidos (Billboard Hot 100)         | 63             |
| Estados Unidos Country Airplay (Billboard) | 18             |
| Estados Unidos (Hot Country Songs)         | 14             |